# 에두르네 파사반

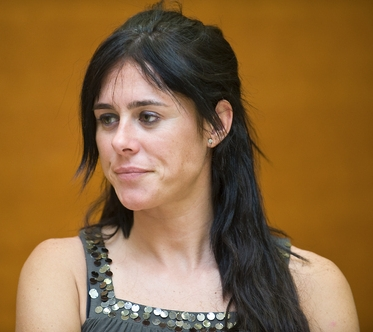
에두르네 파사반

에르두네 파사반(Edurne Pasaban Lizarribar, 1973년 8월 1일 생)은 스페인의 산악인으로 바스크인이다. 2010년 5월 17일, 8000미터 봉우리 14좌를 여성 최초로 완등하였다.

## 같이 보기
- 오은선